# 冰島—印度關係
冰島－印度關係，是指冰島共和國和印度共和國之間的雙邊關係。歷史上，冰島和印度兩國的關係一直友好，但缺乏實質性的合作。

## 背景
冰島和印度於1975年建交。印度在冰島於英國倫敦的大使館設有代表，而印度亦在挪威奧斯陸設大使館。自2005年起，兩國開始加強外交和經濟關係；該年，冰島總統格里姆松首次到印度的外訪，又承諾支持印度成為聯合國安理會常任理事國之一，是第一個有如此表態的北歐國家；時任印度總統阿卜杜勒·卡拉姆於2005年5月又到冰島進行正式訪問。其後，冰島於2006年在印度新德里設置新的大使館。印度海軍亦曾派員參觀冰島。貢納爾·保爾松是現任冰島駐印度大使，S·納坦則是印度駐冰島大使。

## 經貿關係
| 年份   | 冰島到印度的出口總額 | 印度到冰島的出口總額 |
| ------ | -------------------- | -------------------- |
| 2001年 | 0.46                 | 13.01                |
| 2002年 | 0.47                 | 27.19                |
| 2003年 | 0.76                 | 23.08                |
| 2004年 | 0.89                 | 16.1                 |
| 2005年 | 1.14                 | 18.95                |

2007年，兩國雙邊貿易總額為26,700,000美元，其中冰島到印度的出口總額為1,140,000美元，主要出口產品包括魚製品（主要是鱈魚）、工業產品和醫療產品；同年，印度到冰島的出口總額為18,950,000美元，主要出口產品包括日常消費品和工業原材料。兩國之間的經貿關係至今仍然是有限的，但被外界認為具有增長潛力。
印度與冰島簽署了租稅協定，以加強經濟合作；兩國也簽訂了諒解備忘錄，於可再生能源領域合作，開發氫能燃料電池。兩國亦簽署了另一份諒解備忘錄，合作研究地震；2007年兩國再簽署了一份諒解備忘錄，合作研究可持續漁業發展。